# Saimiri ustus
Saimiri ustus är en däggdjursart som först beskrevs av I. Geoffroy 1843.  Saimiri ustus ingår i släktet dödskalleapor och familjen cebusliknande brednäsor. IUCN kategoriserar arten globalt som nära hotad. Inga underarter finns listade.
Denna dödskalleapa förekommer i nordvästra Brasilien söder om Amazonfloden (delstater Amazonas, Mato Grosso, Pará och Rondônia) och kanske även i angränsande områden av norra Bolivia. Arten vistas främst i skogar vid vattendrag som ibland översvämmas vid högvatten men även i andra skogar.
Liksom andra dödskalleapor äter Saimiri ustus främst insekter och andra smådjur. Födan kompletteras med frukter, särskilt under den torra perioden. Vuxna hannar och honor bildar tillsammans med sina ungar flockar med 20 till 75 medlemmar (ibland upp till 100 individer).
Hannar blir 620 till 1200 gram tunga och honor når en vikt av 710 till 880 gram.